# Body and Soul (chanson de SPEED)
Pour les articles homonymes, voir Body and Soul.
Singles de SPEED
Steady
(18 nov. 1996)
Body & Soul est le premier single du groupe de J-pop SPEED, sorti en 1996.

## Présentation
Le single, écrit, composé et produit par Hiromasa Ijichi, sort le 5 août 1996 au Japon sur le label Toy's Factory, au format mini-CD single de 8 cm de diamètre (alors la norme pour les singles au Japon). Il atteint la 4e place du classement des ventes de l'Oricon, et reste classé pendant 31 semaines, se vendant à plus de 600 000 exemplaires. Il restera le 8e single le plus vendu du groupe, et le seul sorti avant sa séparation en 2000 à ne pas se classer dans les deux premières places.
La chanson-titre Body & Soul a été utilisée comme thème musical dans un clip publicitaire pour la marque Nissin. Elle bénéficie d'un clip vidéo tourné à San Francisco et à Los Angeles. Elle figurera sur le premier album du groupe, Starting Over qui sortira dix mois plus tard en 1997, ainsi que sur les compilations Moment de 1998 et Dear Friends 1 de 2000 ; elle sera interprétée sur les albums live Speed Memorial Live de 2001 et Best Hits Live de 2004, et sera ré-enregistrée pour l'album Speedland de 2009.
La chanson en "face B", I Remember, figurera aussi sur l'album Starting Over et sur la compilation Dear Friends 1. Le single contient aussi une version remixée et la version instrumentale de la chanson-titre.

## Liste des titres
Toutes les chansons sont écrites et composées par Hiromasa Ijichi, arrangées par Yasutaka Mizushima.
| 1. | Body & Soul                | 5:03 |
| 2. | I Remember                 | 4:42 |
| 3. | Body & Soul (Hand Bag Mix) | 5:22 |
| 4. | Body & Soul (Instrumental) | 5:03 |